# 再发新星
再发新星是一类曾被人类观测到多次爆发的新星，属于激變變星。再发新星与经典新星一样，它们在爆发中向太空抛出的一层物质可以被利用分光设备探测到，而矮新星没有表现出这种行为。再发新星在银河系中的分布与新星相似，有向银心方向集聚的趋向，同属于盘星族。
再发新星约每隔几十至上百年年爆发一次，其爆发时在可见光波段的光度变幅为7～9等，小於一般新星的变幅（超过9个星等）；但爆发之前，再发新星的光度通常比新星强，绝对目视星等约2～3等（新星只有约4～5等）。再发新星的光变曲线页与经典新星的十分相似，人们只有在观察到一颗新星出现几次爆发时才能确定其为再发新星。再发新星每次爆发释放1036～1037J的能量，约抛射出10-6太阳质量（约2×1021t）的物质，较经典新星损失的质量少。

## 爆发过程
再发新星的爆发一般发生于一些热简并矮星的深层大气内：矮星通过吸积过程在其赤道及周围形成一个富氢壳，不断累积的吸积能及收缩能使该气壳的温度逐渐升高至临界值，使其中开始剧烈的热核反应，并以热核逃逸的形式释放能量，光度剧增。最终，外层气壳在爆发中被抛向星际空间，而内层大气则向内收缩、光度降低，使恒星回到相对稳定的状态。但观测发现，当再发新星的光度降到极微弱时，仍不时有较小规模的爆发活动。

## 分类
世界上已观测到超过10颗再发新星，它们分为至少两种类型： 
1. 天蝎座U，南冕座V394或LMC 1990#2。这种类型的再发新星是一类由于被附近的一颗高温、高密度的作为伴星的白矮星吸收了大量物质，而失去自身表面的大部分大气层的伴星。
2. 蛇夫座RS，北冕座T。一颗红巨星与一颗高密度白矮星组成的双星系统。它的爆发是由于白矮星吸引的作为核燃料的伴星的物质出现了热失控而造成的，爆发出现在红巨星外大气内。[1]

## 相关链接
- 新星
- 矮新星
- 超新星
- 变星
- 激变变星